# Tezej v boju s kentavrom
Tezej v boju s kentavrom ali Tezej, zmagovalec nad Kentavrom, je kiparsko delo v marmorju, ki ga je ustvaril Antonio Canova leta 1805 in je bilo razstavljeno v Umetnostnozgodovinskem muzeju na Dunaju.

## Zgodovina
Delo je leta 1804 naročila Napoleonova Italijanska republika za deset tisoč zlatih cekinov, da bi ga posvetila Napoleonu Bonaparteju. Kiparska skupina je bila marca 1821 razstavljena v umetnikovem ateljeju v Rimu, pozneje pa jo je kupil avstrijski cesar Franc I. za Tezejev tempelj (Theseustempel) v Volksgartnu na Dunaju. Skulptura je bila nato leta 1891 prestavljena v Kunsthistorisches Museum. Nekaj skic dela je mogoče najti v Gipsoteca Canoviana v Possagnu.

## Opis
Skulptura prikazuje grškega junaka Tezeja, ko je tik pred tem, da izvrši udarec Euritionu, kralju kentavrov. Po mitu so bili kentavri povabljeni na poroko Piritusa in Hipodamije, vendar se je Evrition napil in poskušal ugrabiti Hipodamijo. Zato je Tezej, prijatelj neveste in ženina, začel boj proti kentavru, da bi rešil Hipodamijo. Tezej je tukaj prikazan v dejanju popolne prevlade nad zverjo: z levo roko pritisne na kentavrovo grlo, medtem ko z desnico drži kij, s katerim ga namerava udariti, njegovo koleno pa pritiska na Evritionove prsi. Eurition je zleknjen na tleh in poskuša vstati z zadnjimi nogami, saj sprednje ne morejo, medtem ko z roko poskuša blokirati Tezejevo levo roko. Tezejev pogled je negiben in ne razkriva usmiljenja.
Da bi realistično izrazil krčenje mišic zveri in njihov napor, je moral Antonio Canova iti tako daleč, da je dal ubiti pravega konja, da bi uporabil njegovo pozo. Pravzaprav je bilo konjevo telo prekrito z mavcem, da bi kip dobil obliko.
V skulpturi lahko vidimo trikotno obliko, ki jo sestavljajo desno Tezejevo stopalo, leva roka kentavra in konica junakove čelade.